# 이마베쓰역
이마베쓰역(일본어: 今別駅)은 일본 아오모리현 히가시쓰가루군 이마베쓰정에 위치한 동일본 여객철도 쓰가루 선의 철도역이다. 단선 승강장 1면 1선의 구조를 갖춘 지상역이다.

## 역 주변
- 국도 제280호선
- 이마베쓰 정청
- 쓰가루 국정공원

## 역사
- 1958년 10월 21일 : 일본국유철도의 역으로서 개업.
- 1970년 4월 1일 : 업무 위탁화.
- 1980년대 전반 : 무인화.
- 1987년 4월 1일 : 일본국유철도 분할 민영화에 의해, 동일본 여객철도가 승계.
- 2003년 7월 1일 : 간이 위탁 폐지, 완전 무인화.

## 인접 역
| 쓰가루 선                | 쓰가루 선   | 쓰가루 선                |
| ------------------------ | ----------- | ------------------------ |
| 오카와다이 아오모리 방면 | ■ 쓰가루 선 | 쓰가루하마나 민마야 방면 |